# ريدنبورغ
ريدنبورغ (بالألمانية: Riedenburg) هي بلدة ألمانية تقع في ألمانيا في منطقة كلهايم.